# USS Cavalla (SS-244)
USS Cavalla (SS/SSK/AGSS-244) là một tàu ngầm lớp Gato từng phục vụ cùng Hải quân Hoa Kỳ trong Chiến tranh Thế giới thứ hai. Nó là chiếc tàu chiến đầu tiên của Hải quân Hoa Kỳ được đặt cái tên này, theo tên chung của nhiều loài thuộc các họ Cá khế và họ cá Thu ngừ. Nó đã phục vụ trong suốt Thế chiến II, thực hiện tổng cộng sáu chuyến tuần tra, đánh chìm bốn tàu Nhật Bản với tổng tải trọng 34.180 tấn, bao gồm tàu sân bay Shōkaku và một tàu khu trục. Được cho ngừng hoạt động sau khi xung đột chấm dứt vào năm 1946, nó được huy động trở lại để tiếp tục phục vụ trong giai đoạn Chiến tranh Lạnh từ năm 1951 đến năm 1969, được xếp lại lớp thành một tàu săn tàu ngầm SSK-244 vào năm 1953, rồi như một tàu ngầm phụ trợ AGSS-244 vào năm 1963. Sau khi ngừng hoạt động vào năm 1969, nó được giữ lại như một tàu bảo tàng tại Galveston, Texas và được công nhận là một Danh lam Lịch sử Quốc gia Hoa Kỳ từ năm 2008. Cavalla được tặng thưởng danh hiệu Đơn vị Tuyên dương Tổng thống cùng bốn Ngôi sao Chiến trận do thành tích phục vụ trong Thế Chiến II.

## Thiết kế và chế tạo
Lớp tàu ngầm Gato được thiết kế cho mục đích một tàu ngầm hạm đội nhằm có tốc độ trên mặt nước cao, tầm hoạt động xa và vũ khí mạnh để tháp tùng hạm đội chiến trận. Con tàu dài 311 ft 9 in (95,02 m) và có trọng lượng choán nước 1.525 tấn Anh (1.549 t) khi nổi và 2.424 tấn Anh (2.463 t) khi lặn. Chúng trang bị động cơ diesel dẫn động máy phát điện để cung cấp điện năng cho bốn động cơ điện, đạt được công suất 5.400 shp (4.000 kW) khi nổi và 2.740 shp (2.040 kW) khi lặn, cho phép đạt tốc độ tối đa 21 hải lý trên giờ (39 km/h) và 9 hải lý trên giờ (17 km/h) tương ứng. Tầm xa hoạt động là 11.000 hải lý (20.000 km) khi đi trên mặt nước ở tốc độ 10 hải lý trên giờ (19 km/h) và có thể hoạt động kéo dài đến 75 ngày và lặn được sâu tối đa 300 ft (90 m).
Lớp tàu ngầm Gato được trang bị mười ống phóng ngư lôi 21 in (530 mm), gồm sáu ống trước mũi và bốn ống phía phía đuôi tàu, chúng mang theo tối đa 24 quả ngư lôi. Vũ khí trên boong tàu gồm một hải pháo 3 inch/50 caliber, và thường được tăng cường một khẩu pháo phòng không Bofors 40 mm nòng đơn và một khẩu đội Oerlikon 20 mm nòng đôi, kèm theo súng máy .50 caliber và .30 caliber. Tiện nghi cho thủy thủ đoàn bao gồm điều hòa không khí, thực phẩm trữ lạnh, máy lọc nước, máy giặt và giường ngủ cho hầu hết mọi người, giúp họ chịu đựng cái nóng nhiệt đới tại Thái Bình Dương cùng những chuyến tuần tra kéo dài đến hai tháng rưỡi.
Cavalla được đặt lườn tại xưởng tàu của hãng Electric Boat Company ở Groton, Connecticut vào ngày 4 tháng 3, 1943. Nó được hạ thủy vào ngày 14 tháng 11, 1943, được đỡ đầu bởi bà M. Comstock, và được cho nhập biên chế cùng Hải quân Hoa Kỳ vào ngày 29 tháng 2, 1944 dưới quyền chỉ huy của Hạm trưởng, Thiếu tá Hải quân Herman J. Kossler.

## Lịch sử hoạt động

### 1944
Sau khi hoàn tất việc chạy thử máy huấn luyện tại các vùng biển ngoài khơi New London, Connecticut và Newport, Rhode Island, Cavalla chuẩn bị để được điều động sang khu vực Mặt trận Thái Bình Dương. Nó khởi hành từ Căn cứ Tàu ngầm Hải quân New London vào ngày 11 tháng 4, 1944, băng qua kênh đào Panama và đi đến Trân Châu Cảng vào ngày 9 tháng 5.

#### Chuyến tuần tra thứ nhất
Lên đường vào ngày 31 tháng 5 cho chuyến tuần tra đầu tiên, Cavalla hướng sang vùng biển phía Đông và bắt gặp một lực lượng đặc nhiệm Nhật Bản vào ngày 17 tháng 6. Nó báo cáo về việc phát hiện và tiếp tục theo dõi hạm đội đối phương trong nhiều giờ tiếp theo, góp công vào chiến thắng của Trận chiến biển Philippine trong các ngày 19 và 20 tháng 6. Vào ngày 19 tháng 6, nó tiếp cận Shōkaku trong khi chiếc tàu sân bay đối phương đang thu hồi máy bay, phóng ra một loạt sáu quả ngư lôi và trúng đích được ba quả khiến Shōkaku (30.000 tấn) đắm tại tọa độ 11°50′B 137°57′Đ / 11,833°B 137,95°Đ. Nó thoát khỏi sự truy đuổi và tấn công bằng mìn sâu của ba tàu khu trục đối phương để tiếp tục tuần tra, nhưng sau đó bị hư hại nhẹ bởi mìn sâu thả từ tàu khu trục Urakaze. Cavalla được tặng thưởng danh hiệu Đơn vị Tuyên dương Tổng thống do chiến công đánh chìm Shōkaku trong chuyến tuần tra này.

#### Chuyến tuần tra thứ hai và thứ ba
Trong chuyến tuần tra thứ hai, Cavalla hoạt động trong thành phần một đội tấn công phối hợp "Bầy sói" để hỗ trợ cho cuộc đổ bộ lên Peleliu vào ngày 15 tháng 9.
Trong chuyến tuần tra thứ ba, Cavalla đụng độ với hai tàu khu trục Nhật Bản vào ngày 25 tháng 11. Nó tấn công trên mặt biển và đánh chìm được chiếc Shimotsuki (2.300 tấn) tại tọa độ 02°21′B 107°20′Đ / 2,35°B 107,333°Đ, rồi lặn sâu để né tránh phản công từ chiếc tàu khu trục còn lại. Đến ngày 5 tháng 1, 1945, nó tung ra cuộc tấn công ban đêm vào một đoàn tàu, đánh chìm được hai tàu rải lưới Kanko Maru (909 tấn) và Shunsen Maru (971 tấn) tại tọa độ 05°00′N 112°20′Đ / 5°N 112,333°Đ.

### 1945

#### Chuyến tuần tra thứ tư và thứ năm
Trong chuyến tuần tra thứ tư và thứ năm tại các vùng biển Đông và biển Java, Cavalla không tìm thấy mục tiêu phù hợp. Tuy nhiên nó có dịp trợ giúp lực lượng Đồng Minh vào ngày 21 tháng 5, 1945, khi gặp gỡ tàu ngầm Hải quân Anh HMS Terrapin (P323) vốn bị hư hại bởi mìn sâu thả từ tàu tuần tra đối phương nên không thể lặn hay đi nhanh. Cavalla đã hộ tống cho Terrapin rút lui về đến Fremantle, Tây Úc an toàn vào ngày 27 tháng 5.

#### Chuyến tuần tra thứ sáu
Cavalla làm nhiệm vụ tìm kiếm và giải cứu phục vụ cho các cuộc không kích xuống chính quốc Nhật Bản trong chuyến tuần tra thứ sáu cũng là cuối cùng của nó. Chỉ vài phút sau khi được lệnh ngừng bắn do Nhật Bản đã chấp nhận đầu hàng vào ngày 15 tháng 8 giúp chấm dứt vĩnh viễn cuộc xung đột, một máy bay đối phương, rõ ràng chưa được lệnh hay chưa biết tin đầu hàng, vẫn ném một quả bom nhắm vào chiếc tàu ngầm. Cavalla gia nhập cùng hạm đội tiến vào vịnh Tokyo vào ngày 31 tháng 8, và tiếp tục ở lại đây cho đến khi văn kiện đầu hàng được chính thức ký kết bên trên thiết giáp hạm Missouri (BB-63) vào ngày 2 tháng 9.
Được lệnh quay trở về Hoa Kỳ, Cavalla về đến New London vào ngày 6 tháng 10. Con tàu được cho xuất biên chế vào ngày 16 tháng 3, 1946, và được đưa về Hạm đội Dự bị Đại Tây Dương.

### 1951 - 1969
Sau khi cuộc Chiến tranh Triều Tiên bùng nổ vào tháng 6, 1950, Cavalla được cho tái biên chế trở lại vào ngày 10 tháng 4, 1951, gia nhập Hải đội Tàu ngầm 8 và tham gia các cuộc tập trận của Hạm đội Đại Tây Dương tại vùng biển Caribe và ngoài khơi Nova Scotia. Đi đến xưởng tàu của hãng Electric Boat Co., nó tạm thời được cho xuất biên chế từ ngày 3 tháng 9, 1952 đến ngày 15 tháng 7, 1953 để được cải biến thành một tàu ngầm tìm-diệt tàu ngầm.  Mũi tàu được thay đổi hình dạng và tháo dỡ bớt hai ống phóng ngư lôi để trang bị hệ thống sonar thụ động BQR-4, đồng thời tái cấu trúc lại cầu tàu và tháp chỉ huy. Con tàu được xếp lại lớp với ký hiệu lườn mới SSK-244 vào ngày 18 tháng 2, 1953.
Khi hoạt động trở lại, Cavalla thoạt tiên gia nhập Hải đội Tàu ngầm 10, nhưng được điều sang Đội Phát triển Tàu ngầm 2 vào ngày 1 tháng 1, 1954 để đánh giá thiết bị và vũ khí mới, đồng thời tham gia các cuộc tập trận hạm đội. Con tàu cũng thực hiện nhiều chuyến đi sang Châu Âu để tham gia các cuộc tập trận trong khuôn khổ Khối NATO, và tham gia cuộc Duyệt binh Hạm đội Quốc tế tại Norfolk, Virginia vào các ngày 11 và 12 tháng 6, 1957. Vào ngày 15 tháng 8, 1959, nó được xếp lại lớp và quay trở lại ký hiệu lườn cũ SS-244.
Vào tháng 11, 1961, Cavalla đi đến Puerto Rico để trợ giúp cho chiếc tàu ngầm nguyên tử Thresher (SSN-593), vốn bị hỏng máy phát điện diesel trong khi lò phản ứng nguyên tử được tắt. Cavalla đã cung cấp điện cho Thresher để tái khởi động lò phản ứng của mình. Thresher sau này bị mất trong một chuyến thử nghiệm lặn sâu vào ngày 10 tháng 4, 1963.
Cavalla được xếp lại lớp như một "tàu ngầm phụ trợ" với ký hiệu lườn mới AGSS-244 vào tháng 7, 1963. Nó được cho xuất biên chế vào ngày 3 tháng 6, 1968, và được đưa về thành phần dự bị vào ngày 30 tháng 6, 1968. Con tàu được tiếp tục sử dụng như tàu huấn luyện dự bị tĩnh tại Houston, Texas cho đến khi được rút tên khỏi danh sách Đăng bạ Hải quân vào ngày 30 tháng 12, 1969.

## Tàu bảo tàng

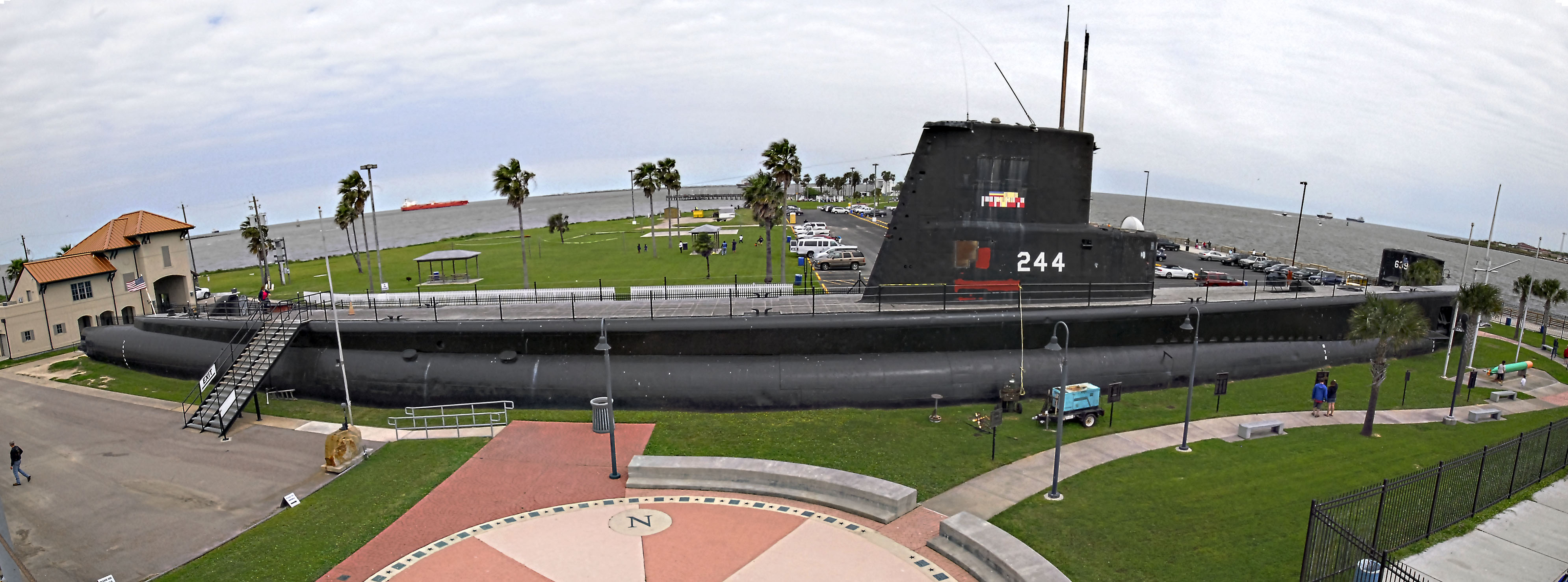
USS Cavalla (SS-244) như một tàu bảo tàng tại Seawolf Park, Galveston, Texas.

Vào ngày 21 tháng 1, 1971, được trao tặng cho Hội Cựu chiến binh Tàu ngầm Hoa Kỳ trong Thế Chiến II, và hiện đang trưng bày như một tàu bảo tàng trên cạn tại Seawolf Park trên đảo Pelican, về phía Bắc Galveston, Texas. Nó được công nhận là một Danh lam Lịch sử Quốc gia Hoa Kỳ từ năm 2008.

## Những hình ảnh

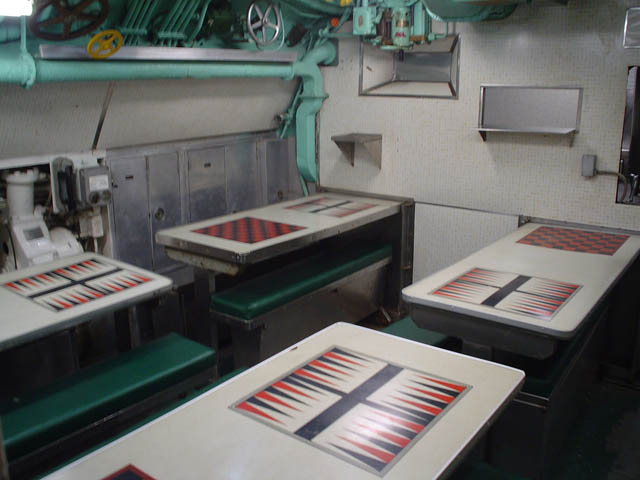
Phòng ăn trên chiếc USS Cavalla đã được phục chế
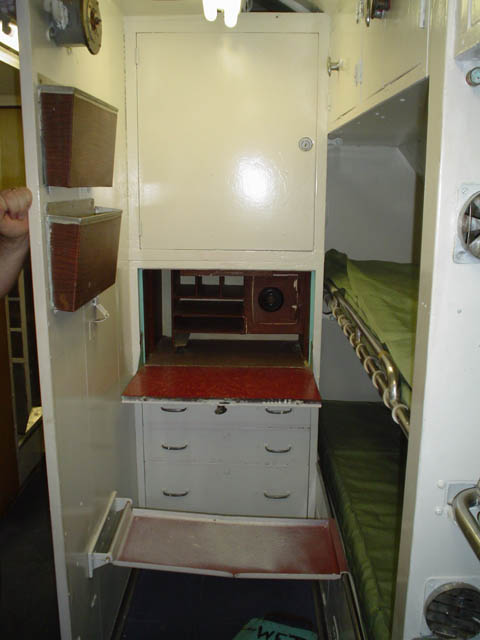
Khoang nghỉ cỉa sĩ quan trên chiếc USS Cavalla
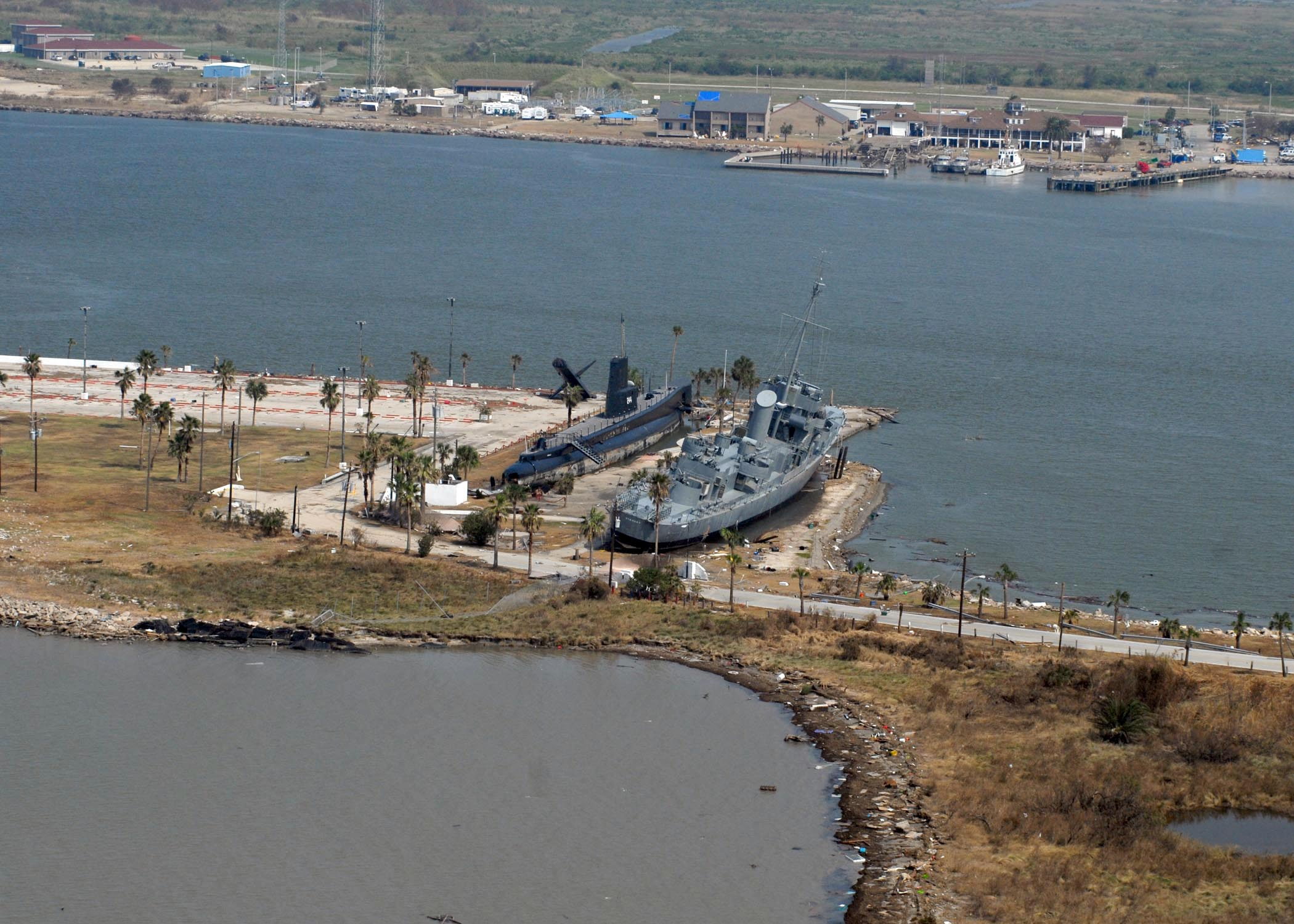
Những hư hại cho Công viên Seawolf sau cơn bão Ike

## Phần thưởng
Cavalla được tặng thưởng danh hiệu Đơn vị Tuyên dương Tổng thống cùng bốn Ngôi sao Chiến trận do thành tích phục vụ trong Thế Chiến II. Nó được ghi công đã đánh chìm bốn tàu Nhật Bản với tổng tải trọng 34.180 tấn, bao gồm một tàu sân bay và một tàu khu trục.
|  |                                                       |  |
|  | Bronze star · Bronze star · Bronze star · Bronze star |  |

| Dãi băng Hoạt động Tác chiến  | Dãi băng Hoạt động Tác chiến                                            | Đơn vị Tuyên Dương Tổng thống                                           | Đơn vị Tuyên Dương Tổng thống        |
| Huân chương Chiến dịch Hoa Kỳ | Huân chương Chiến dịch Châu Á-Thái Bình Dương với 4 Ngôi sao Chiến trận | Huân chương Chiến dịch Châu Á-Thái Bình Dương với 4 Ngôi sao Chiến trận | Huân chương Chiến thắng Thế Chiến II |